# Варшавське (електродепо)
55°38′12″ пн. ш. 37°37′17″ сх. д. / 55.63667° пн. ш. 37.62139° сх. д.
Електродепо ТЧ −8 «Варшавське» (рос. Электродепо «Варша́вское») обслуговує Серпуховсько-Тимірязівську і Бутовську лінії Московського метрополітену.

## Лінії, що обслуговує
| Лінія                            | Роки   |
| -------------------------------- | ------ |
| Серпуховсько-Тимірязівська лінія | з 1983 |
| Бутовська лінія                  | з 2003 |

## Рухомий склад
| Тип вагонів                | Роки                     |
| -------------------------- | ------------------------ |
| 81-717/714                 | 1983–2014                |
| 81-717.5, 81-717.5М/714.5М | 2003–2004                |
| 81-740/741 «Русич»         | з 2003                   |
| 81-740А/741А «Русич»       | в 2004, з 2006           |
| 81-740.1/741.1 «Акварель»  | 9 квітня — 1 червня 2007 |
| 81-760/761 «Ока»           | з 26 грудня 2012         |
| 81-740.4/741.4 «Русич»     | з 2013                   |
| 81-740.1/741.1 «Русич»     | з 2016                   |